# Bengala de lâmina

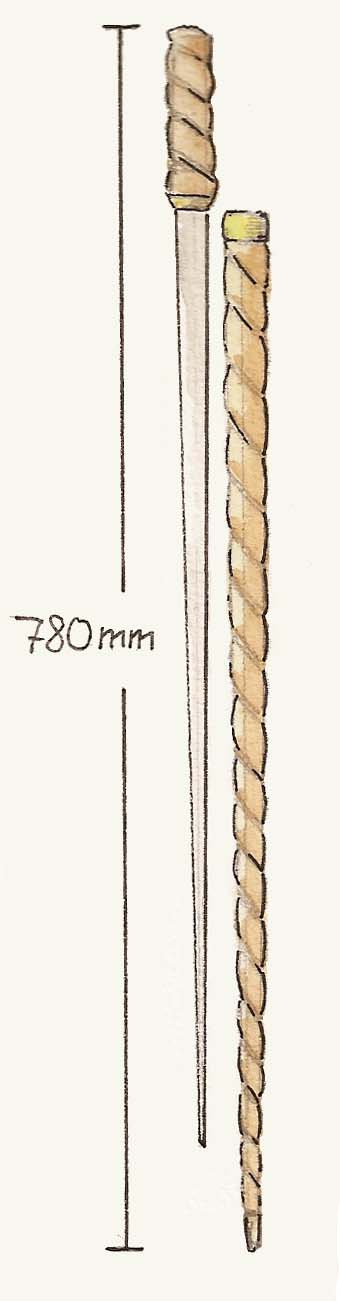
Ilustração de uma bengala de lâmina.

A bengala de lâmina ou bastão de lâmina é uma arma branca que consiste numa lâmina de longa haste camuflada numa bengala comum.
Julga-se que tenha sido introduzida e comercializada na Europa desde meados do século XVIII; no entanto, a sua utilização já seria ampla muito antes em países Orientais, entre eles o Japão.

## Popularidade
O bastão de lâmina foi apenas mais um dos resultados provenientes da necessidade de transformar a típica bengala num instrumento de uso mais versátil. A partir de meados do século XVII, altura em que uma grande variedade de instrumentos baseados no poder da pólvora começam a entrar no mercado comum das sociedades europeias, a significativa quebra no uso e fabrico de instrumentos tradicionais de corte faz com que passem a ser produzidos objetos de uso quotidiano com outras vertentes e funcionalidades.
Deste modo, a bengala é transformada num objeto multiusos. Entre eles, a bengala de lâmina, que se tornou num objeto extremamente versátil de autodefesa por toda a Europa Ocidental.

## Mecanismo
A bengala de lâmina faz uso do interior oco da bengala para ostentar uma lâmina longa e afiada. Um mecanismo de rosca mantém a lâmina escondida, tendo a própria pega da bengala como a pega da lâmina. Regra geral, as bengalas seriam feitas a partir de madeira de carvalho e por vezes de bambu. As lâminas seriam quase todas elas de ferro fundido.
Em termos estéticos, realçavam-se pequenos adornos florais em madeira, assim como padrões com banho de prata.
A bengala de lâmina teria vários tipos de ação diferentes, entre eles o mecanismo de rosca, e o de mola, este último mais eficaz e instantâneo mas mais perigoso para o próprio manejador.

## Na atualidade
Hoje em dia a bengala de lâmina é tido como um objeto decorativo e de coleção. Os originais são raros e relativamente difíceis de encontrar; no entanto, tendo em conta os colecionadores e fanáticos, são feitas novas bengalas de lâmina a imitar as originais, usando ornamentos e adornos característicos da época.

## Legalidade
Em muitos países, a propriedade, transporte, fabricação ou comercialização da bengala de lâmina é proibida por lei. Mas na França, o portador precisa de licença pra te-la.